# Донская икона Божией Матери
Донска́я ико́на Бо́жией Ма́тери — икона Богородицы с младенцем Христом на руках, выполненная в иконографическом типе Елеуса. Икона является двусторонней, на её обороте изображено Успение Богородицы.
По преданию (согласно предисловию ко вкладной книге Донского монастыря от 1692 года), была поднесена донскими казаками из городка Сиротина московскому князю Дмитрию Донскому перед Куликовской битвой (1380 год). В Русской церкви икона почитается чудотворной, празднование в её честь совершается 19 августа (1 сентября).
Искусствоведы датируют время её написания 1380—1395 годами, автором считают Феофана Грека либо одного из мастеров его круга. В настоящее время Донская икона находится в Третьяковской галерее. Ежегодно в день празднования иконы её доставляют в Донской монастырь для совершения перед ней праздничного богослужения.

## История иконы
Точных данных, когда и кем была написана икона, не сохранилось. Во вкладной книге Донского монастыря, составленной в 1692 году, имелась запись, что икона Богоматери была поднесена донскими казаками из Сиротина городка московскому князю Дмитрию Ивановичу в канун Куликовской битвы:

И когда благоверный Великий князь Дмитрий с победой в радости с Дону-реки, и тогда тамо, народ христианский, воинского чину живущий, зовомый казаций, в радости встретил его со святой иконой и с крестами, поздравил его с избавлением от супостатов агарянского языка и принёс ему дары духовных сокровищ, уже имеющиеся у себя чудотворные иконы, во церквах своих. Вначале образ Пресвятой Богородицы Одигитрии, крепкой заступницы из Сиротина городка из церкви Благовещения Пресвятой Богородицы.

Того ради последи прославися образ Пресвятыя Богородицы Донския, зане к Великому князю Дмитрию Ивановичу донския казаки, уведав о пришествии благоверного вел. князя Дмитрия Ивановича в междуречье Дона и Непрядвы, вскоре в помощь православному воинству пришли бяше и сей Пречистыя Богоматери образ в дар благоверному вел. князю Дмитрию Ивановичу и всему православному воинству в сохранение, а на побеждение нечестивых агарян, вручеща.

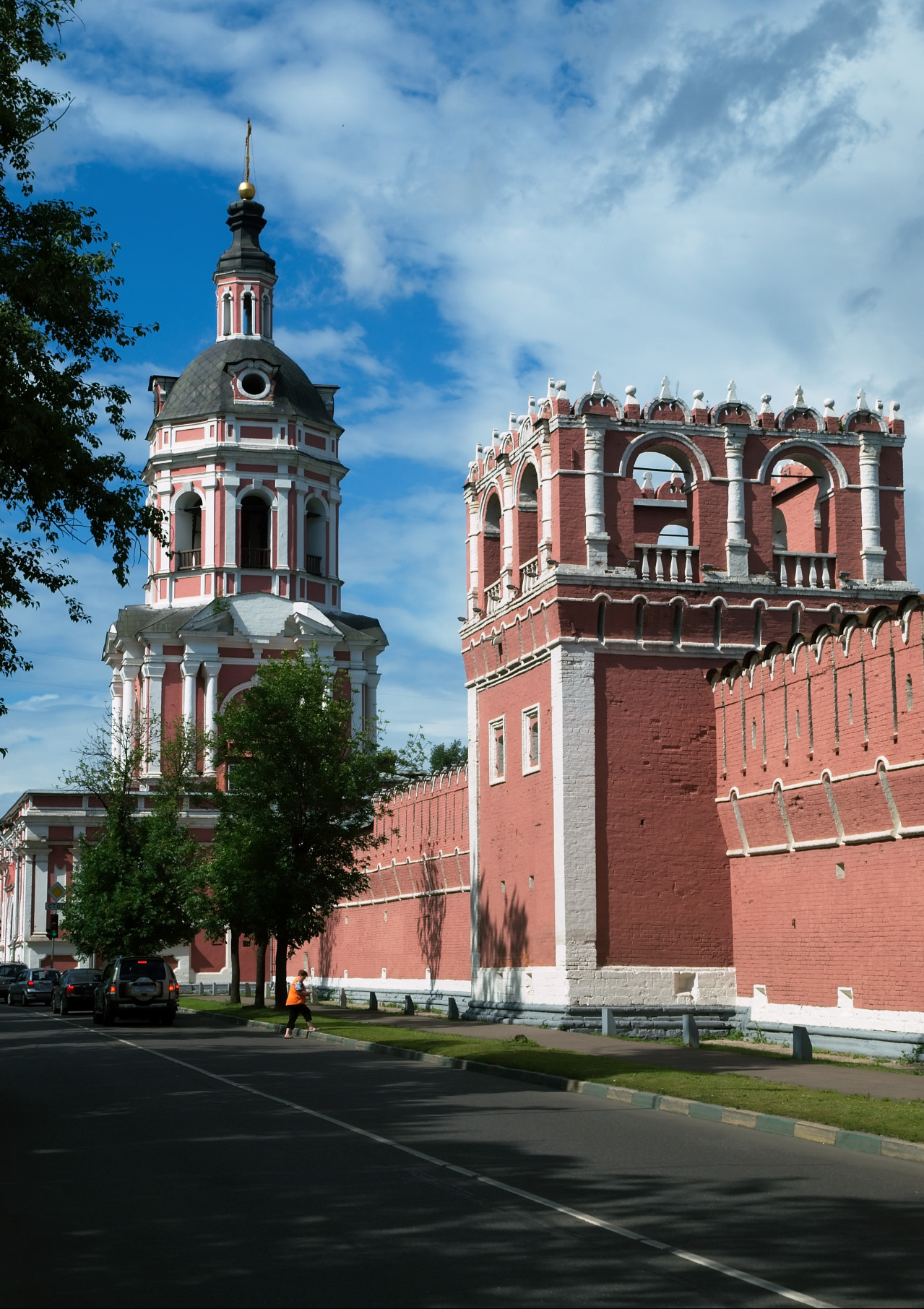
Донской монастырь, основанный в память о спасении Москвы от войск Казы II Гирея

Однако большинство исследователей расценивает это сообщение не более чем как романтическую легенду и считает, что икона написана после Куликовской битвы. Существует несколько версий о том, где первоначально она могла находиться, согласно которым — к примеру, по мнению историка Олега Ульянова, — она была написана для Успенского собора Симонова монастыря (основанного в 1370 году племянником преподобного Сергия Радонежского — святителем Феодором), откуда икона могла быть перенесена в 1567 году в Благовещенский собор Московского Кремля, восстановленный после кремлёвского пожара 21 июня 1547 года. Свои доводы Ульянов подкрепляет «Жалобницей» протопопа Благовещенского собора Сильвестра митрополиту Московскому Макарию, что после пожара «перевод у Троицы имали иконы с чего писати да на Симанове», а также другими примерами. По мнению Валентины Антоновой, Донская икона первоначально находилась в Успенском соборе в Коломне, построенном по указанию князя Дмитрия Ивановича, в котором, предположительно, работал Феофан Грек и его ученики, создавая фресковый ансамбль и иконостас.
Перед Донской иконой 3 июля 1552 года перед казанским походом молился Иван Грозный. Он взял её с собой в поход, а затем поместил в Благовещенском соборе Московского Кремля.
Церковное предание связывает с Донской иконой избавление Москвы от войск татарского хана Казы II Гирея. В 1591 году, когда его войско стояло уже на Воробьёвых горах, с иконой был совершён крестный ход вокруг городских стен, после которого её поместили в полковой церкви. На следующий день — 19 августа — русские войска одержали победу, которую приписали заступничеству Богородицы. В память об этом на месте полковой церкви был основан Донской монастырь (для него сделали список с иконы) и установлено празднование в честь иконы. С этого времени икону стали почитать как защитницу от иноверных и иноплеменных врагов.
В 1598 году Донской иконой патриарх Иов благословил на царство Бориса Годунова. В 1687 году икона была в крымском походе князя Василия Голицына. В конце XVII века икона была перенесена в покои царевны Натальи Алексеевны, а позднее вновь вернулась в Благовещенский собор. Во время захвата Москвы войсками Наполеона икона лишилась драгоценных камней с её оклада.
В 1919 году Донская икона, раскрытая от записей Григорием Чириковым (работа была начата им в 1914 году), поступила в Государственный исторический музей. С 1930 года находится в собрании Третьяковской галереи.

## Датировка и авторство

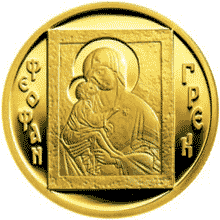
«Богоматерь Донская»
(реверс золотой памятной монеты, посвящённой Феофану Греку)

Традиционно исследователи считают автором Донской иконы Феофана Грека либо одного из мастеров его круга. Профессор Олег Ульянов называет одним из авторов чудотворной иконы иконописца Игнатия Грека, писавшего в Успенском соборе Симонового монастыря. Лев Лифшиц высказал мнение, что образ Богородицы принадлежит кисти сербского мастера моравской школы (один из храмов в Новгороде расписывали сербские иконописцы). Член-корреспондент АН СССР Виктор Лазарев предполагал, что икона была написана новгородским иконописцем, одним из учеников Феофана, хотя и не исключал возможность её написания самим Феофаном.
Так же, как и в вопросе о лицевой иконе, среди историков искусства нет единого мнения об авторстве Успения. Игорь Грабарь, Павел Муратов и В. И. Антонова считали, что икона принадлежит кисти Феофана Грека. Мнение Дмитрия Айналова, Льва Лифшица и Виктора Лазарева — икона написана русским, возможно, новгородским художником. Довод Лазарева: сомнения в принадлежности иконы русскому мастеру вызывает высокое качество иконы, превосходящее качество всех других работ того времени, выполненных новгородскими художниками. Но это, по мнению исследователя, объяснимо тем, что икону писал художник, обучавшийся у Феофана.
Расхождение мнений вызывает и время написания иконы. Ряд авторов относит её создание к 1392 году — времени росписи Феофаном Успенского собора Коломны. Высказано также предположение, что Донская икона была создана Феофаном в 1390-х годах непосредственно для Благовещенского собора Московского Кремля как список с несохранившейся иконы из Успенского собора Коломны. Лазарев считал, что если икона была написана в Новгороде (где Феофан Грек провёл десять лет), то её следует датировать 1380-ми годами, а если в Москве, то 1390-ми. По мнению Лифшица, она могла быть заказана митрополитом Киприаном в 1395 году, по случаю отхода от Москвы войск Тамерлана.
Чаще всего причиной написания иконы называют заказ великой княгини Евдокии написать образ на молитвенную память о своём муже Дмитрии Донском и о воинах, погибших в Куликовской битве.

## Иконография
Икона является двусторонней: на лицевой помещено изображение Богородицы с Младенцем, на обороте Успение Богородицы.

### Лицевая сторона

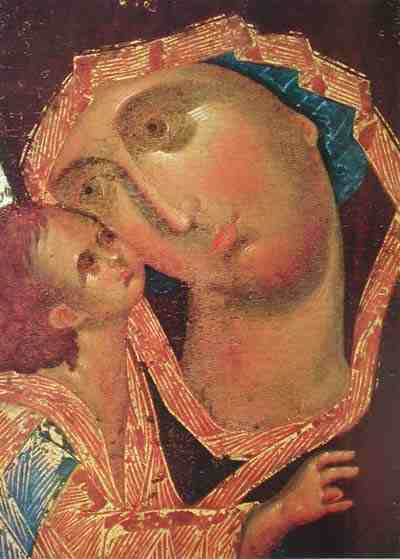
Богородица с Младенцем Иисусом

На лицевой стороне иконы изображена Богородица, представленная в иконографическом типе «Умиление» (Елеуса). Изначальный золотой фон иконы утрачен, но лики и одежды фигур имеют хорошую сохранность (не сохранились нимбы Иисуса и Марии, которые первоначально также были вызолочены). Изображение традиционно для данного извода: правой рукой Дева Мария поддерживает Младенца Христа, касающегося лицом её щеки. Младенец правой рукой двуперстно благословляет, а в левой, опущенной на колено и прикрытой гиматием, держит свёрнутый свиток. Отличительной особенностью данного изображения являются обнажённые до колен ножки Богомладенца, которые поставлены на запястье левой руки Богородицы.
Охряный хитон Младенца Христа украшен сетью изломанных золотых линий и синим клавом. Он, как и гиматий, покрыт густым золотым ассистом. Свиток в руке Иисуса перевязан золотым шнурком. Спадающие складки одежд Богомладенца поддерживает левая рука Марии.
Мафорий Богородицы выполнен в вишнёвых тонах, украшен золотой каймой с бахромой и традиционными тремя золотыми звёздами, символом её приснодевства (до, во время и после рождения Спасителя). На голове Марии синий чепец.
По словам В. Н. Лазарева,

Богоматерь как бы предвидит трагическую судьбу своего сына. Но лицо её не только печально; оно отражает внутреннюю просветлённость, что придаёт ему оттенок особой мягкости, несвойственный византийским иконам на эту же тему. Такого выражения мягкой человечности художник достигает с помощью певучего цвета с интенсивными ударами драгоценной ляпис-лазури и с помощью умелого использования плавных, округлых линий, в которых нет ничего жёсткого и стремительного.

Являясь сторонником русского происхождения иконы, Лазарев приводил в доказательство своего предположения довод, что константинопольские мастера данной эпохи строго придерживались классических канонов и не позволяли себе экспериментальности в построении форм для придания иконе большей эмоциональной выразительности. Донская Богородица в этом отношении выходит за рамки установок византийской школы. Автор при написании лица Марии, для «усиления экспрессии и жизненности образа», использует, к примеру, асимметрию в расположении глаз и рта, располагая их не параллельно, а по сходящимся осям, при этом рот слегка сдвинут вправо. Цветовую гамму иконы Лазарев оценивал как густую, плотную и насыщенную, что отличает её от общей направленности новгородской школы иконописи, хотя в то же время она не соответствует и византийской иконописи данного периода.
По мнению учёного, икона Донской Богоматери так же уникальна, как икона Владимирской Богоматери или мозаичный Деисус в Софии Константинопольской:

«Это — произведение исключительное по своим художественным достоинствам, безотносительно от того, будем ли мы его приписывать самому Феофану или его школе».

### Оборотная сторона

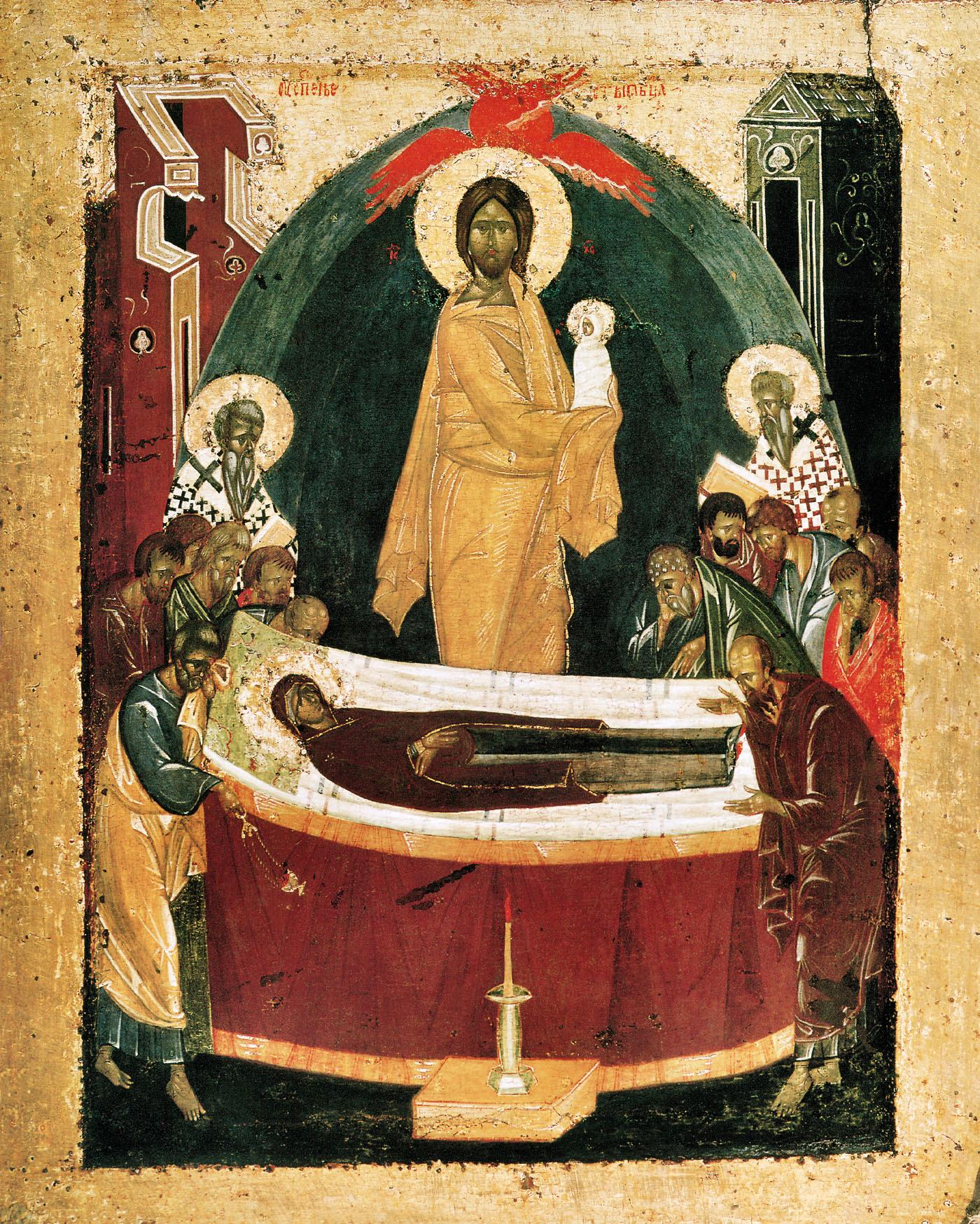
Успение Богородицы

На обороте изображено Успение Богородицы, отличающееся очень хорошей сохранностью (сохранилась даже киноварная надпись «Успение святыя Богородицы»). Сцена Успения лишена традиционных дополнительных сюжетов (несение апостолов ангелами, плачущие женщины и т. п.). В центре композиции помещена фигура Иисуса Христа (она вдвое больше остальных фигур) с крошечной запеленованной фигурой — символом бессмертной души Богородицы. Перед ним на ложе изображена умершая Дева Мария, которую окружают двенадцать апостолов и два епископа (Иаков, брат Господень, епископ иерусалимский и Иерофей, епископ Афинский), бывшие свидетелями смерти Богородицы в Иерусалиме. Само изображение помещено между двумя зданиями, показывающими, что действие происходит внутри помещения. Перед смертным одром Богородицы установлена горящая свеча, символизирующая угасание жизни.
В. Н. Лазарев писал:

Апостолы — совсем простые люди. Растроганные и грустные, они пришли отдать последний долг матери своего учителя. Их сближает единое чувство — чувство глубокой печали. Оно настолько сильно, что сглаживает индивидуальные оттенки, делает любого из них участником общего, «соборного» действия.

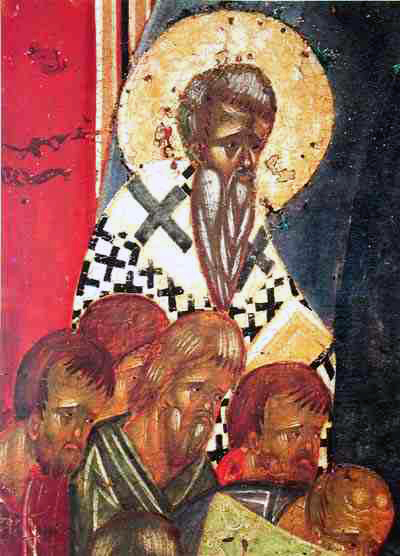
Епископ Иаков и апостолы (фрагмент иконы)

Описывая Успение, В. Н. Лазарев акцентировал внимание на том, что, по сравнению с изображением лицевой стороны иконы, изображение на её обратной стороне выдержано в более тёмной и драматичной гамме с преобладанием густых синих, плотных зелёных, шоколадно-коричневых тонов, контрастирующих с белыми, пронзительно-красными, золотисто-жёлтыми, водянисто-голубыми и нежными розовато-красными цветами. Обобщая, исследователь характеризовал изображение на обороте как более темпераментное и импульсивное, интимное и непосредственное, выделяющееся этим из трактовок Успения другими художниками данного периода. Плоскость цвета, чёткость границ, тяжёлые коричневато-оливковые тени на лицах, резкие высветления и блики — из всего этого, по мнению В. Н. Лазарева, следует, что лицевая и обратная стороны иконы выполнены разными мастерами. Также исследователь отметил, что в лицах апостолов нет традиционного для таких изображений византийского аристократизма: напротив, их отличает крестьянский тип, сходный с фресками церкви Успения Богородицы на Волотовом поле, что, как и характерная для новгородских икон того времени лаконичность письма, свидетельствует о русском авторстве данного изображения и, скорее всего, о его новгородском происхождении, которое в то же время является оригинальным симбиозом константинопольской и новгородской школ.

## Списки

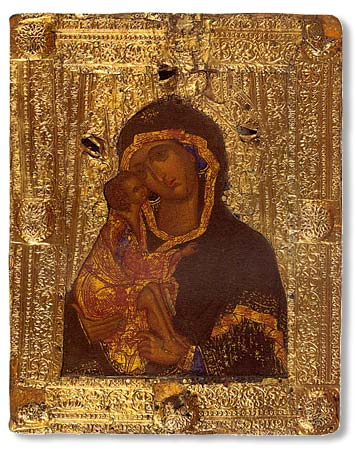
Список Донской иконы из Троице-Сергиевой лавры

Самый древний из известных списков Донской иконы датируется концом XIV века. Он был украшен серебряным золочёным окладом и поступил как вклад в Троице-Сергиеву лавру от князя Владимира Андреевича, двоюродного брата Дмитрия Донского.
После перенесения иконы в Москву с неё было сделано два списка, которые Иван Грозный направил обратно в Коломну:

Иоанн… видел горесть жителей, молившихся ей [Донской иконе] почти два века, и дозволил им снять с неё вернейшие списки: один для сего храма [Успенского собора], и другой для крепостных Спасских ворот, через которые она была вынесена из города.

Список, сделанный для Успенского собора, сохранился до настоящего времени. Он отличается белым фоном, во второй половине XVI века при епископе Коломенском Давиде икона была закрыта окладом.
После избавления Москвы от войск хана Казы-Гирея с иконы был сделан список для Донского монастыря, основанного на месте походной церкви, где она находилась во время битвы: «подобие пречюдные иконы Пречистые Богородицы Донския». В 1668 году для Малого собора Донского монастыря список иконы сделал иконописец Симон Ушаков.

## Драгоценный оклад
В XVII веке для иконы был изготовлен драгоценный оклад, описание которого в Переписной книге Благовещенского собора за 1680 год занимает несколько листов. Оклад включал в себя:

… венцы с жемчужной обнизью, украшенные изумрудами, сапфирами, альмандинами… 2 золотые звезды с крупными драгоценными камнями и жемчугом на золотых резных «оплечках»; сапфировые серьги. На полях оклада размещались золотые пластины с выполненными чернью изображениями 12 Господских и Богородичных праздников, перемежающиеся крупными самоцветами. …к образу были приложены 2 жемчужных убруса (очелья), 2 золотые цаты (вязаная и сканая) и 2 «ожерелья» (ворота). К серебряной вызолоченной гладкой «доске», украшенной «яхонтом лазоревым да изумрудом» и обнизанной по краям жемчугом, служащей своеобразной драгоценной ризой Богоматери и Младенца Христа, были прикреплены 5 золотых наперсных крестов с камнями и жемчугом, 13 панагий. Одна из панагий содержала «часть Животворящего Древа Господня», другие кресты и панагии — святые мощи.

Оклад не имел аналогов по количеству мощевиков, которые помещались на него в память о царских родственниках. Оборот иконы со сценой Успения был закрыт гладким серебряным окладом с резными золочеными венцами. Икона находилась в деревянном киоте, обложенном вызолоченным серебром. Его украшали изображения Деисуса, Господских праздников, евангелистов, пророков, различных святых, в том числе соимённых членам царской семьи.
В конце XVII века икона была перенесена в покои царевны Натальи Алексеевны. Старый оклад был снят, мощевики отданы в ризницу Благовещенского собора, а большинство драгоценностей было использовано при создании нового оклада. Новую ризу украшали 600 огранённых изумрудов (в том числе два особо крупных) и множество других драгоценных камней, включая редкий рубин и крупный жемчуг. Икону в новом окладе поместили в киот, украшенный живописными изображениями праматерей и пророчиц, который в настоящее время хранится в Благовещенском соборе.
Оклад Донской иконы не сохранился. В 1812 году солдаты Наполеона разграбили с него драгоценные камни, а после Октябрьской революции была утрачена и сама серебряная риза. Сохранились лишь отдельные детали украшений, в том числе наперсная резная икона «Сошествие во ад» в золотой оправе с драгоценными камнями.